# Astragalus leucothrix
Astragalus leucothrix är en ärtväxtart som beskrevs av Josef Franz Freyn och Joseph Friedrich Nicolaus Bornmüller. Astragalus leucothrix ingår i släktet vedlar, och familjen ärtväxter. Inga underarter finns listade i Catalogue of Life.